# Barra Halligan

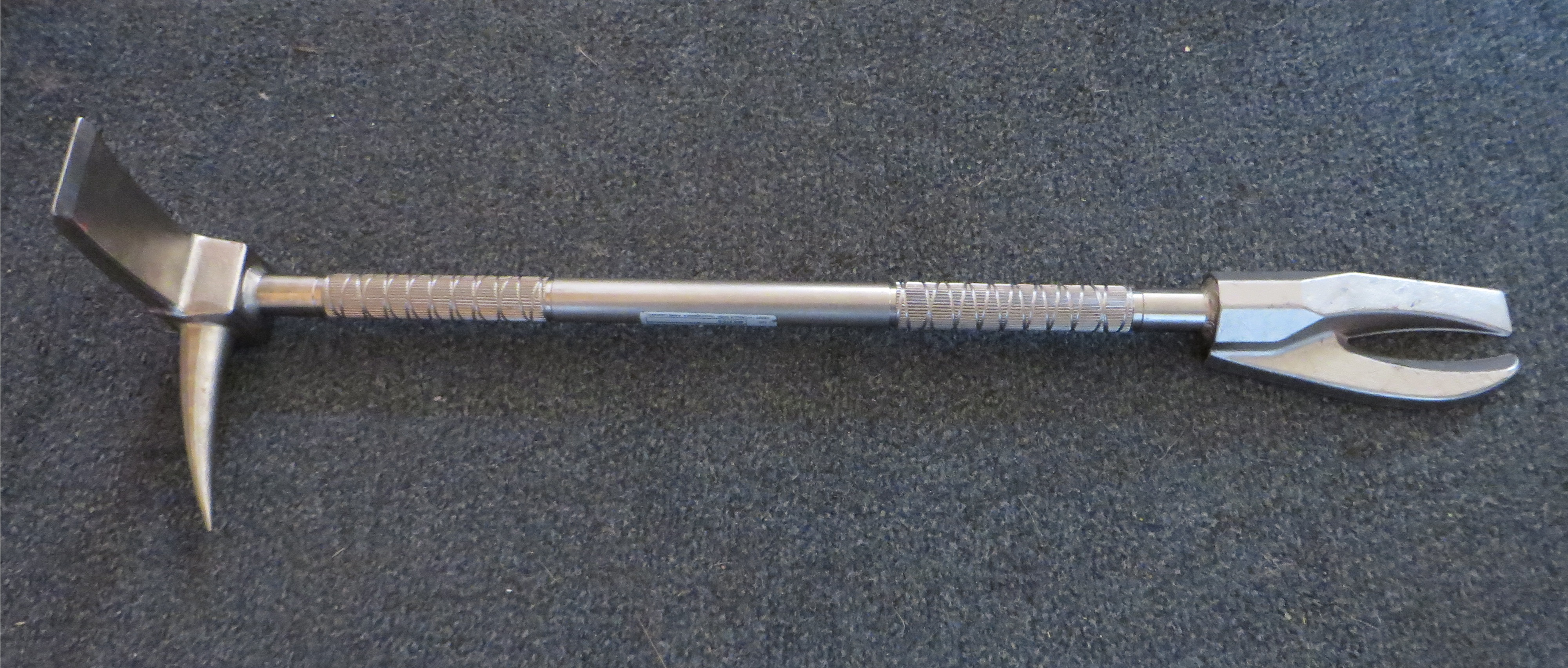

La barra Halligan (in inglese Halligan tool) è un attrezzo multiuso manuale dotato di leva, punta ed unghia aperta. 
È così detto poiché progettato dal vigile del fuoco della città di New York Hugh Halligan nel 1948, ed è utilizzato dai vigili del fuoco di vari Stati del mondo per interventi di soccorso tecnico d'urgenza.

## Descrizione
Generalmente prodotto in lega di acciaio speciale o acciaio nichelato viene trattato termicamente per aumentarne la resistenza e durevolezza.
Viene principalmente utilizzato per sfondare o forzare porte, finestre o saracinesche, ovvero in quelle manovre che vengono chiamate "forzature di soccorso" (in inglese "forcible entry").
Per la sua particolarità richiede una formazione specifica nel suo utilizzo, sia per raggiungere la sua massima efficacia sia per lavorare in sicurezza.

## Misure prodotte
- 76,20 cm ovvero 30 pollici, peso 5,9Kg (circa, dipende dal materiale e dal produttore)
- 91,44 cm ovvero 36 pollici, peso 6,5Kg (circa, dipende dal materiale e dal produttore)
- 106,68 cm ovvero 42 pollici, peso 7.3Kg (circa, dipende dal materiale e dal produttore)